# 시부타미촌 (이와테현 이와테군)
시부타미촌(渋民村)은 이와테현 이와테군에 설치되었던 촌이다. 현재의 모리오카시에 위치하고 있다.

## 연혁
- 1889년 4월 1일 - 정촌제 시행으로 6개 촌을 합병해 시부타미촌이 성립하였다.
- 1869년 3월 29일 - 기타이와테군과 미나미이와테군이 합병해 이와테군이 되었다.
- 1954년 4월 1일 - 다마야마촌과 야부카와촌과 합병해 새로운 다마야마촌이 되었다.

## 교통
- 일본국유철도 도호쿠 본선 시부타미역